# Crimson Rambler
'Crimson Rambler' est un cultivar de rosier grimpant introduit en 1893 par le rosiériste anglais Charles Turner. Il s'agit sans doute d'un hybride de Rosa wichuraiana et de Rosa cathayensis. Il a servi à de nombreuses hybridations fameuses.

## Description
Comme son nom l'indique, ce rosier multiflora diploïde se couvre en juin-juillet d'une multitude de fleurs rouge cramoisi. Petites, mesurant 3 cm de moyenne, elles fleurissent en bouquets luxuriants formant de grosses grappes ressemblant à des panicules, ce qui donne un effet de masse spectaculaire. Ce rosier rustique, issu d'un rosier trouvé dans un jardin de Tokyo, est d'une vigueur exceptionnelle, avec des rameaux de 3 à 4 mètres sans épines qui peuvent atteindre 7,50 mètres sous un climat favorable,.
Sa zone de rusticité est de 6b à 9b.

## Descendance
'Crimson Rambler' a donné naissance à 'Leuchtstern' (Kiese & Schmidt, 1899) par croisement avec 'Daniel Lacombe' (Allard, 1885) ; il a également donné naissance au fameux 'Veilchenblau' (Kiese & Schmidt, 1909), à la remarquable couleur violacée, par croisement avec 'Souvenir de Brod' (Geschwind, 1886).
L'on compte aussi dans sa descendance 'Cramoisi Simple' (Barbier, 1901) par croisement avec Rosa wichuraiana; 'Tea Rambler' (George Paul, 1902); le fameux 'Madame Norbert Levavasseur' (Levavasseur, 1904) par croisement avec 'Gloire des Polyanthas' (Guillot, 1887) et 'Thermidor' (Corbœuf, 1909), issu d'un croisement avec 'Perle des Jardins' (Levet, 1874).